# Ключ 175
Ключ 175 (трад. и упр. 非) — ключ Канси со значением «неправильно»; один из девяти, состоящих из восьми штрихов.
В словаре Канси есть 25 символов (из 49 030), которые можно найти c этим радикалом.

## История
Древняя идеограмма изображала растопыренные в разные стороны крылья птицы, что противоестественно, так как птицы при посадке складывают крылья. Таким образом китайцы передали в иероглифе-идеограмме смысл: «ошибка, оплошность».
В современном языке иероглиф имеет также значения: «ложь, обман, зло, неправота, плохой, вредный» и др.
В качестве ключевого знака иероглиф используется редко.

Вид в малой печати Чжуаньшу

В словарях находится под номером 175.

## Примеры иероглифов
| Доп. штрихи | Иероглифы |
| ----------- | --------- |
| 0           | 非        |
| 4           | 靟 韮 啡  |
| 7           | 靠        |
| 11          | 靡        |

- Примечание: Ваш браузер может отображать иероглифы неправильно.